# Jeu de boules

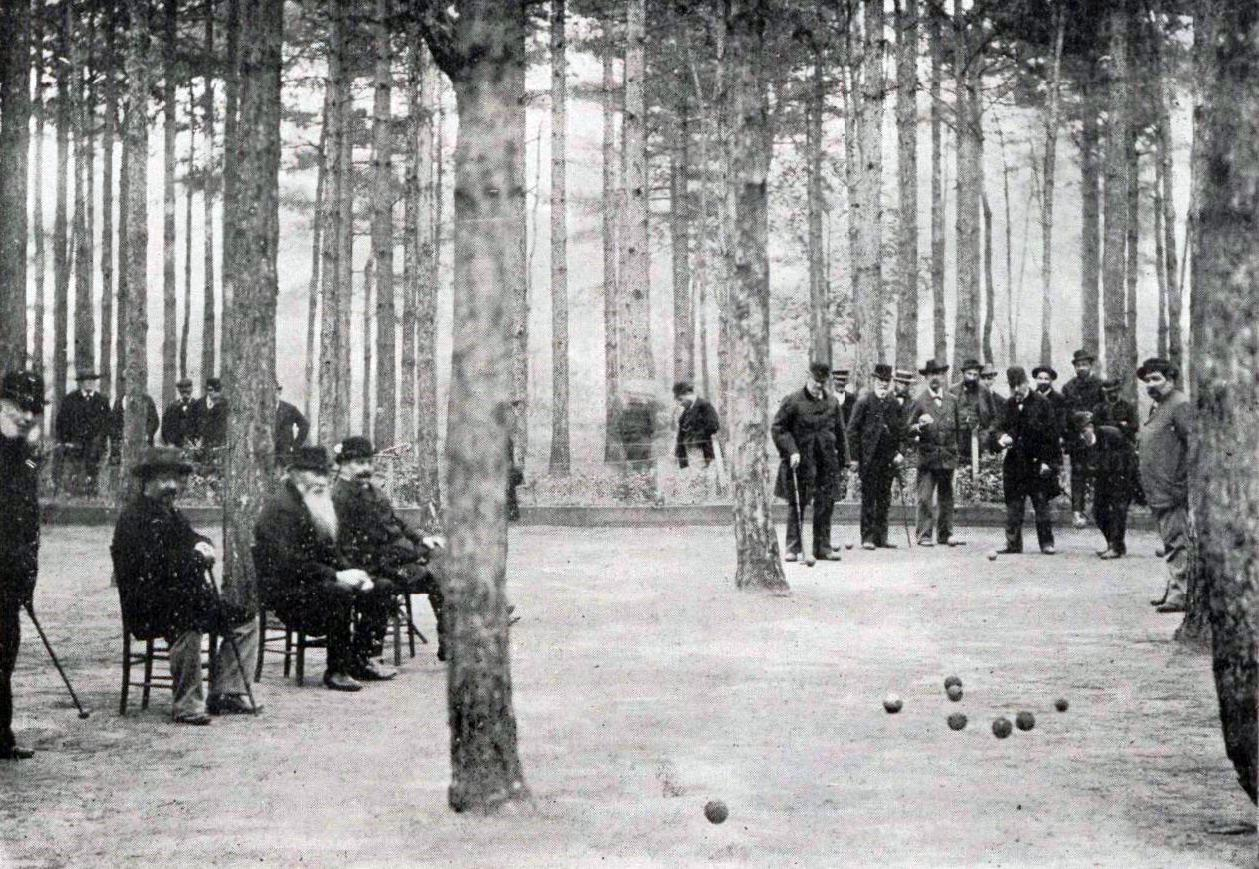
Joueurs de boules au Bois de Boulogne (Croix Catelan), en novembre 1898.

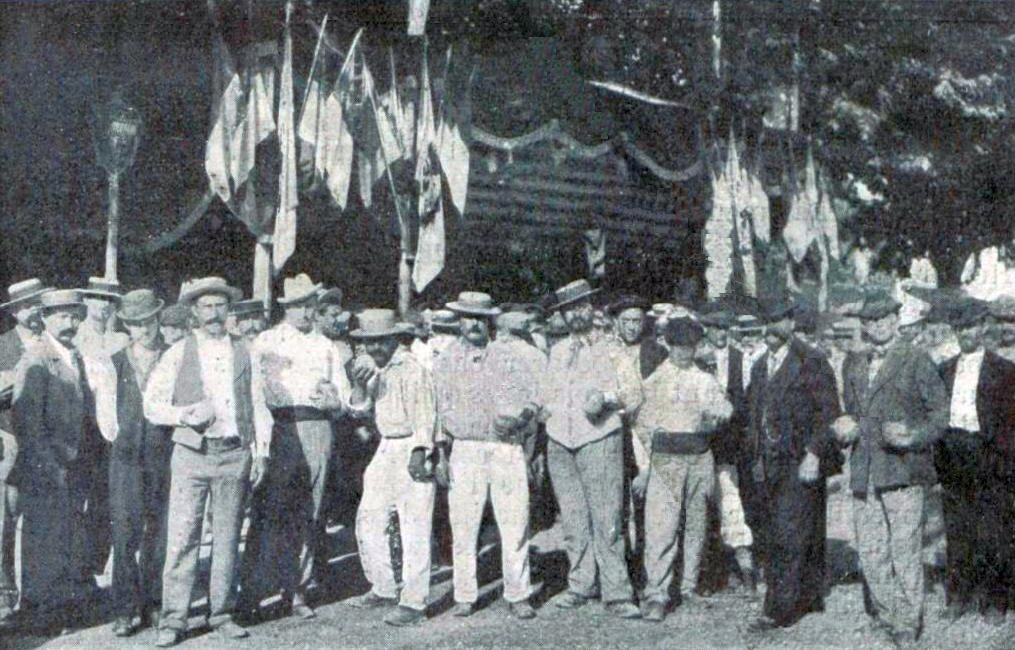
Concours de boules de L'Éclaireur de Nice, en août 1899.

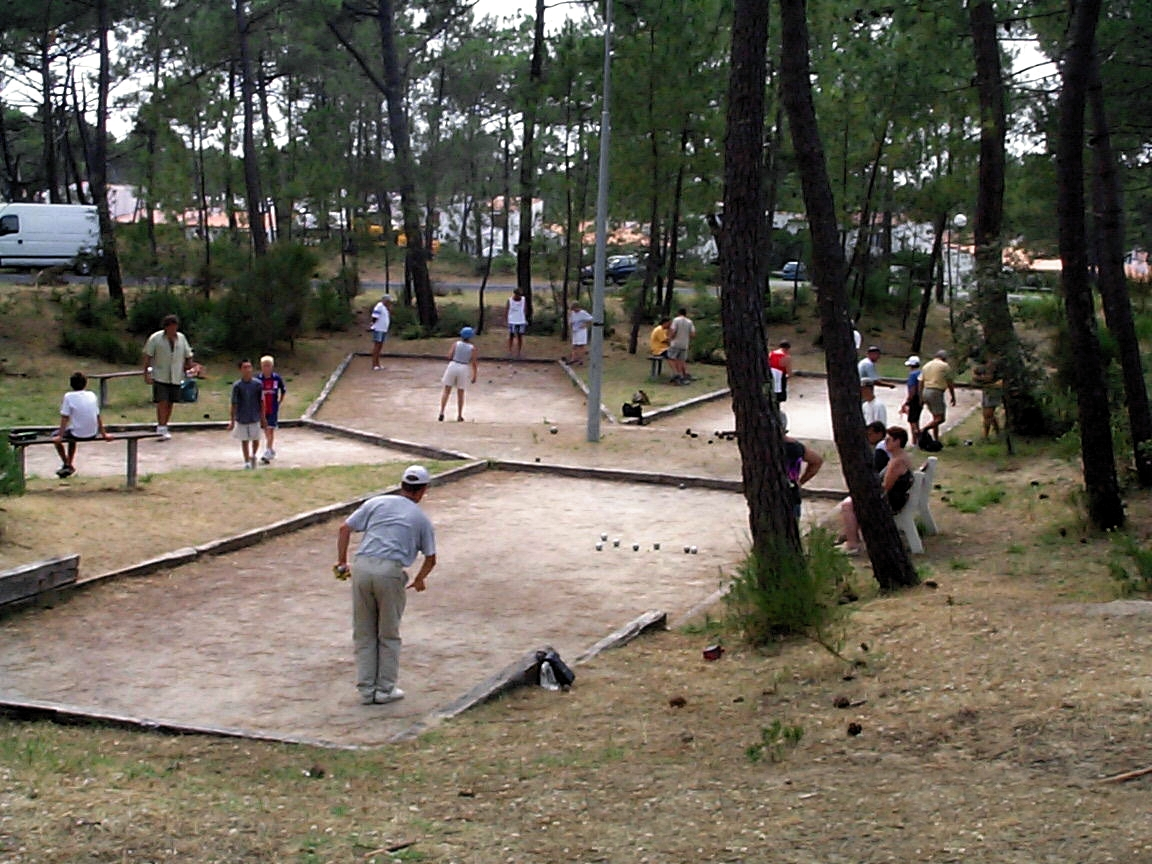
Boulodromes à La Palmyre, en France, où des joueurs jouent à la pétanque.

Un jeu de boules est un jeu collectif consistant à approcher des boules le plus près possible d'un objectif donné, généralement une boule de plus petite taille, lancé à quelques mètres des joueurs. 

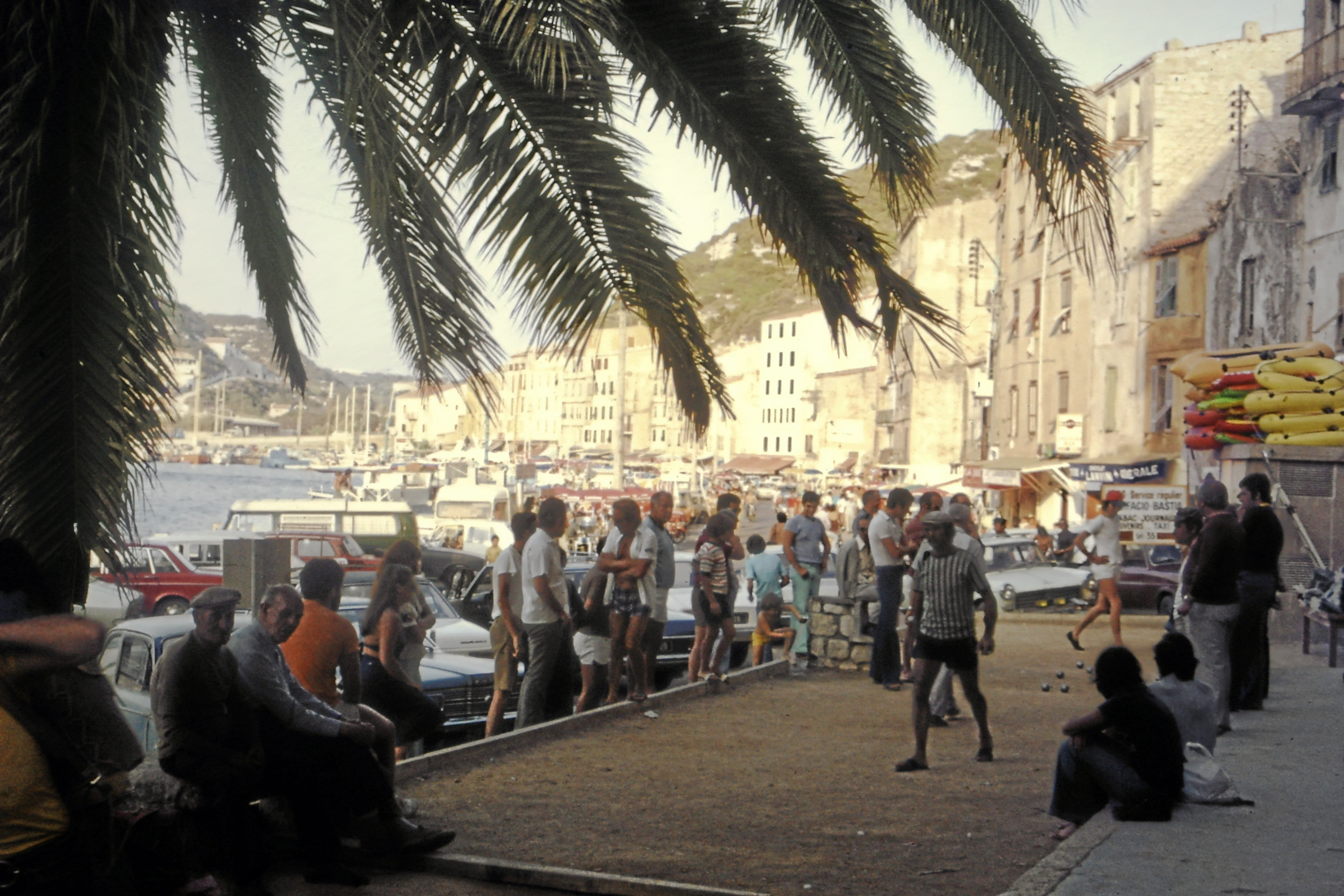
Boulistes au port bateau de Bonifacio en août 1975

Les jeux de boules sont populaires en France, Italie, Croatie et dans certaines anciennes colonies françaises. Les formes les plus répandues sont la pétanque, d'origine provençale, les bocce en Italie et le boulingrin dans les pays du Commonwealth ; il existe cependant d'autres variétés de jeux de boules, certaines jouées très localement.

## Caractéristiques

### Principe
Un jeu de boule oppose généralement deux équipes de un à quatre joueurs. Chaque joueur est muni du même nombre de boules, qu'il tente de placer au plus près d'une cible. Celle-ci est souvent une boule nettement plus petite que celles des joueurs, appelée « but » ou « cochonnet » en français, « pallino » en italien et « jack » en anglais ; elle est lancée en début de partie. À leur tour de jeu, les joueurs propulsent leur boule en direction du cochonnet, en la tirant ou en la faisant rouler (les modalités peuvent varier suivant les jeux), tout en restant dans une zone délimitée du terrain ; il est possible ainsi de déplacer les autres boules déjà placées, voire le cochonnet. L'enchaînement des joueurs dépend là encore du jeu.
Une manche s'achève lorsque tous les joueurs ont lancé leurs boules. De façon générale, l'équipe gagnante marque autant de points qu'elle possède de boule au plus près du cochonnet. Une partie se joue en un certain nombre de points, nécessitant ainsi plusieurs manches.

### Terrain

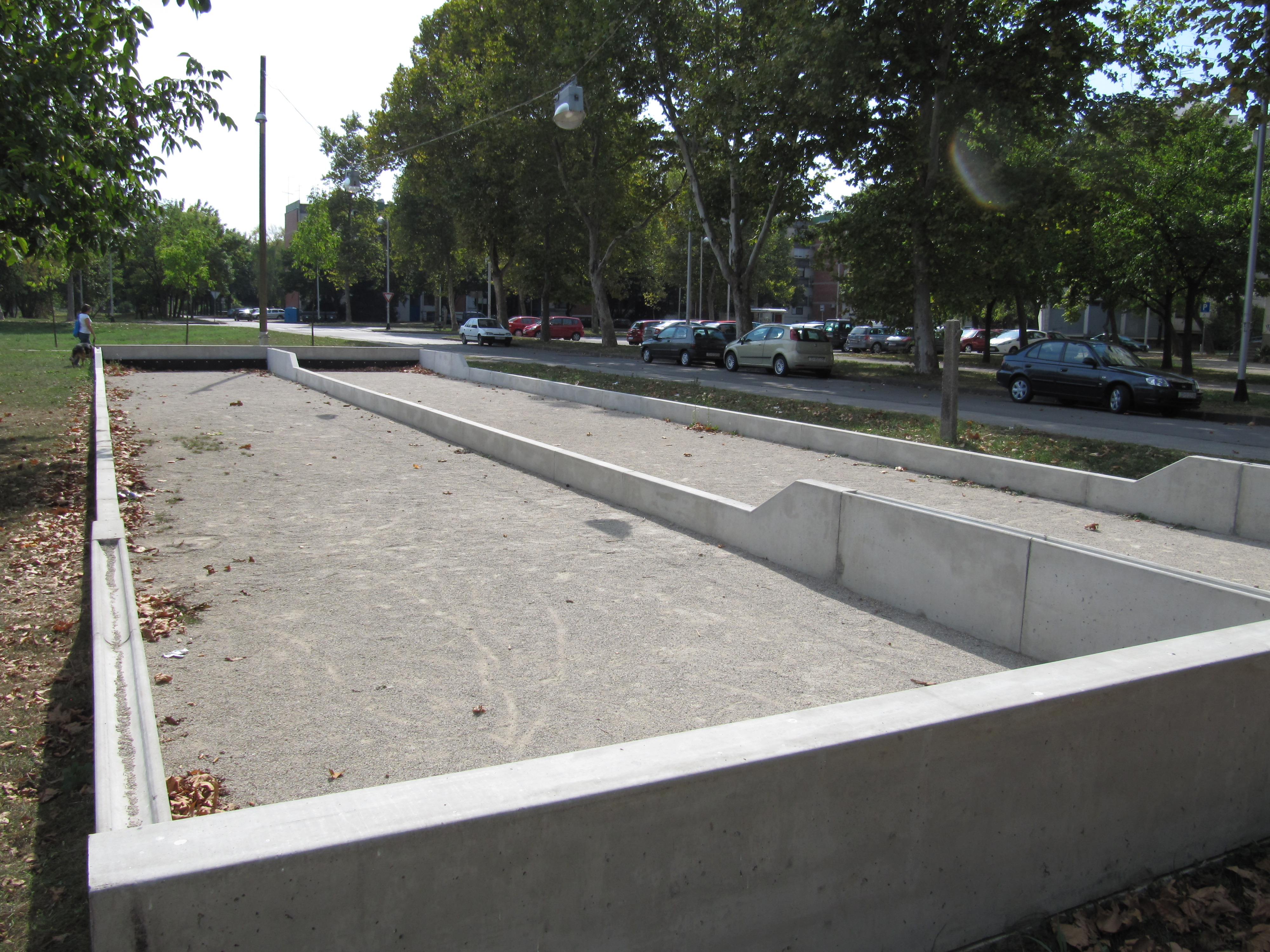
Terrain de bocce à Zagreb, Croatie.

Les jeux de boules se jouent sur une multitude de terrains, parfois de façon informelle dans des espaces publics ouverts (places ou espaces verts). Les espaces spécifiquement dédiés, les boulodromes, utilisent souvent des terrains rectangulaires, nettement plus longs que large (au moins 3 à 4 fois, si ce n'est plus), tant en extérieur qu'en intérieur. Les revêtements sont là encore divers : terre, gravier, sable, pierre pilée, bitume, asphalte, herbe, etc. Des planches de bois peuvent délimiter le terrain et éviter ainsi que les boules n'en sortent. Les terrains sont principalement plats, mais certaines variétés se jouent sur des terrains volontairement incurvés sur les bords, permettant de ramener les boules vers le centre.
Le tableau suivant résume les caractéristiques des terrains de quatre types de jeux de boule.
| Jeu             | Revêtement          | Longueur (m) | Largeur (m) |
| --------------- | ------------------- | ------------ | ----------- |
| Bocce           | Sol naturel, bitume | 27,5         | 2,5 à 4     |
| Boule lyonnaise | Sol naturel         | 27,5         | 2,5 à 4     |
| Boulingrin      | Herbe               | 37           | 6           |
| Pétanque        | Sol naturel         | 12 à 15      | 3 à 4       |

### Boules

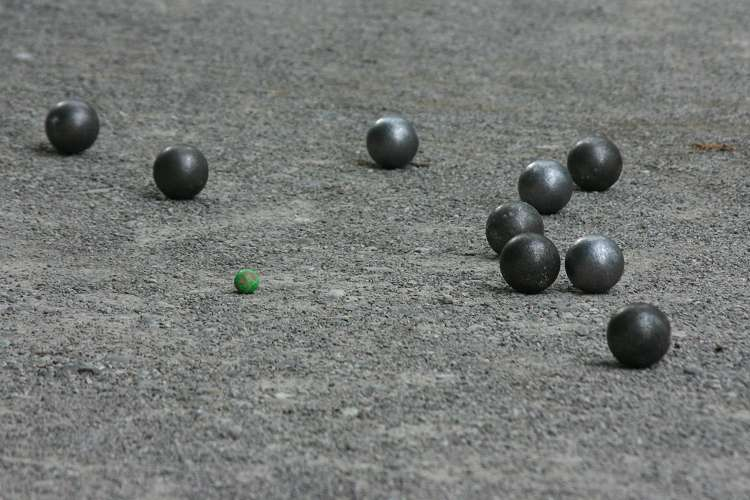
Boules (en métal) et cochonnet (en bois vert) pendant une partie de pétanque.

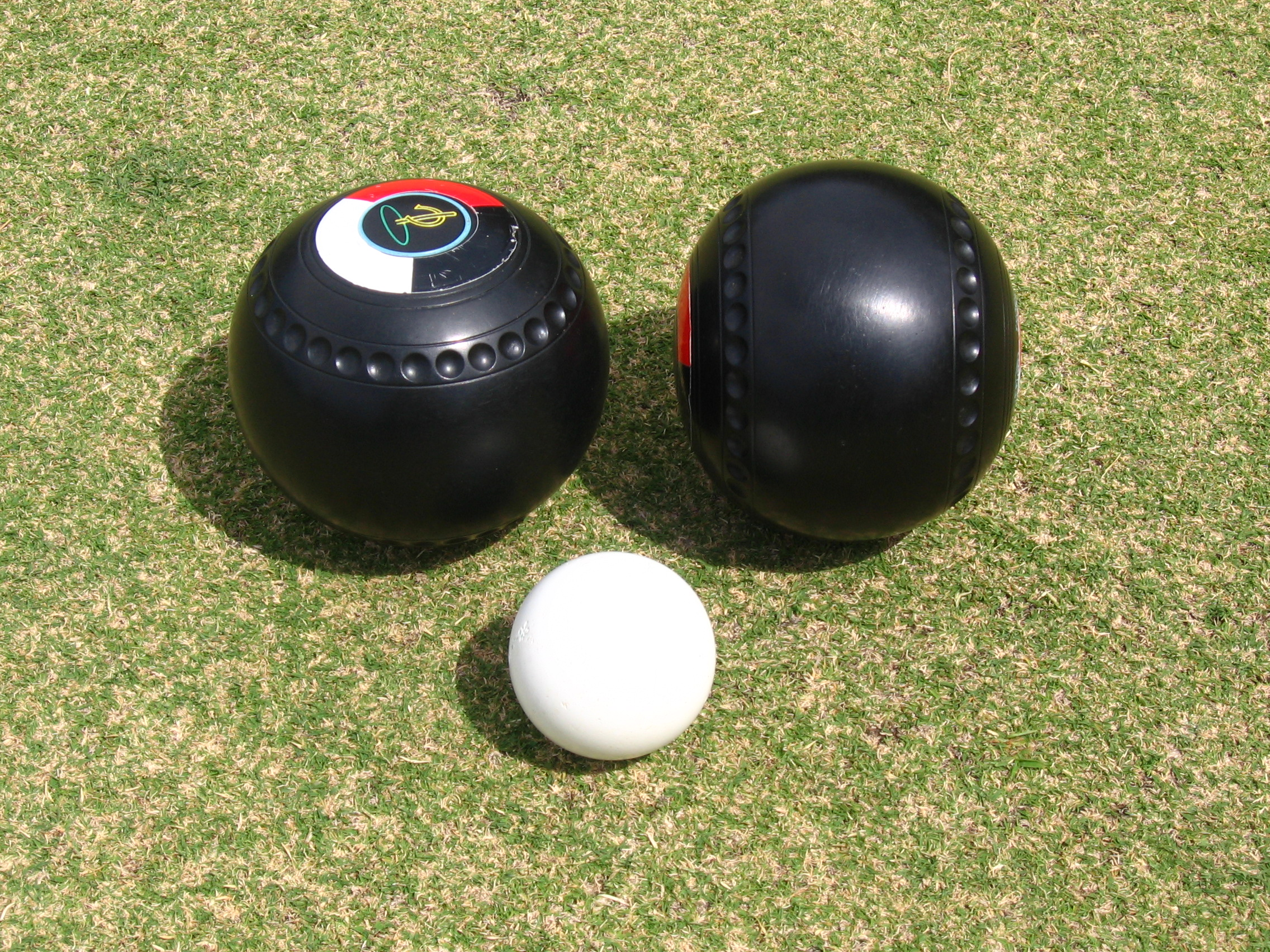
Boules (noires et asymétriques) et cochonnet (blanc) de boulingrin.

Tout comme le terrain, les boules varient fortement d'un jeu à l'autre, tant dans le matériau (bois, métal, matière plastique) que dans la taille et le poids. En général, il est possible pour un adulte de tenir une boule dans sa main (à la différence du bowling, par exemple, où il est nécessaire de lancer la boule à l'aide des trous qui y sont pratiquées). Certains jeux, comme le boulingrin ou la boule de fort, font usage de boules qui ne sont pas sphériques, mais légèrement aplaties.
Le cochonnet est systématiquement plus petit que les boules, au moins de moitié, et souvent d'un matériau et d'une couleur différents, afin de le distinguer sur le terrain.
Le tableau suivant résume les caractéristiques de l'équipement de quatre types de jeux de boules, ainsi que d'autres jeux qui, sans en être, font usage de boules.
| Jeu             | Boules           | Boules        | Boules        | Cochonnet       | Cochonnet     |
| Jeu             | Matériau         | Diamètre (mm) | Masse (g)     | Matériau        | Diamètre (mm) |
| --------------- | ---------------- | ------------- | ------------- | --------------- | ------------- |
| Bocce           | Métal, plastique | 107 à 113     | 920 à 1 000   | PVC             | 39 à 41       |
| Boule lyonnaise | Métal            | 90 à 110      | 900 à 1 400   | Bois            | 25 à 35       |
| Boulingrin      | Bois             | 135           | 1 570         | Bois            | 25 à 35       |
| Pétanque        | Métal            | 70,5 à 80     | 650 à 800     | Bois, plastique | 30            |
| Billard         | Phénoplaste      | 50 à 80       | 140 à 300     |                 |               |
| Bowling         | Plastique        | 218           | 2 700 à 7 200 |                 |               |

## Jeux

### Belgique
- Boule de bois, pratiquée dans la région de Chimay et Couvin

### Espagne
- Boule basque

### France
- Nord :
  - Bourle

- Île-de-France :
  - Boule parisienne

- Ouest[1] :
  - Boule ar Mestr
  - Boule bernerienne
  - Boule bretonne (Côtes d'Armor ou Morbihan, à un plomb)
  - Boule concelloise
  - Boule de fort, pratiquée essentiellement en Anjou.
  - Boule de sable, pratiquée entre Angers et Cholet
  - Boule nantaise, jouée à Nantes
  - Boule oudonnaise
  - Boule du vignoble Nantais (sur terrain plat ou incurvé)
  - Boule tharonnaise
  - Boules plombées du pays de Morlaix
  - Boultenn

- Sud-est[1] :
  - Boules carrées
  - Boule lyonnaise ou sport-boules, apparue dès le XVIIIe siècle
  - Coinchon
  - Jeu provençal, variante de la boule lyonnaise et ancêtre de la pétanque
  - Pétanque, jeu de boules le plus répandu en France

### Italie
- Bocce (littéralement pluriel du mot italien boccia, « boule »), ancêtre de la plupart des jeux de boules ; les bocce sont également populaires sur la côte adriatique orientale (Slovénie, Croatie, Bosnie-Herzégovine, Monténégro).

### Royaume-Uni
- Boulingrin (en anglais : lawn bowls ou bowls), joué avec des boules asymétriques ; le sport également pratiqué dans d'autres pays du Commonwealth of Nations.

### Venezuela
- Bolas criollas (en)

## Organisations internationales
La Confédération mondiale des sports de boules est créée en 1985 par trois organisations : la Confederazione Boccistica Internazionale (bocce), la Fédération internationale de boules (sport boule) et la Fédération internationale de pétanque et jeu provençal (pétanque) ; World Bowls (boulingrin) a rejoint la confédération depuis. Son but est de faire admettre les jeux de boules aux Jeux olympiques d'été, ce qui, en 2014, n'a pas été accepté.
En 2020, la confédération est dissoute pour être remplacée par la Fédération mondiale de boules et de pétanque en 2021.

## Histoire

### Évolution

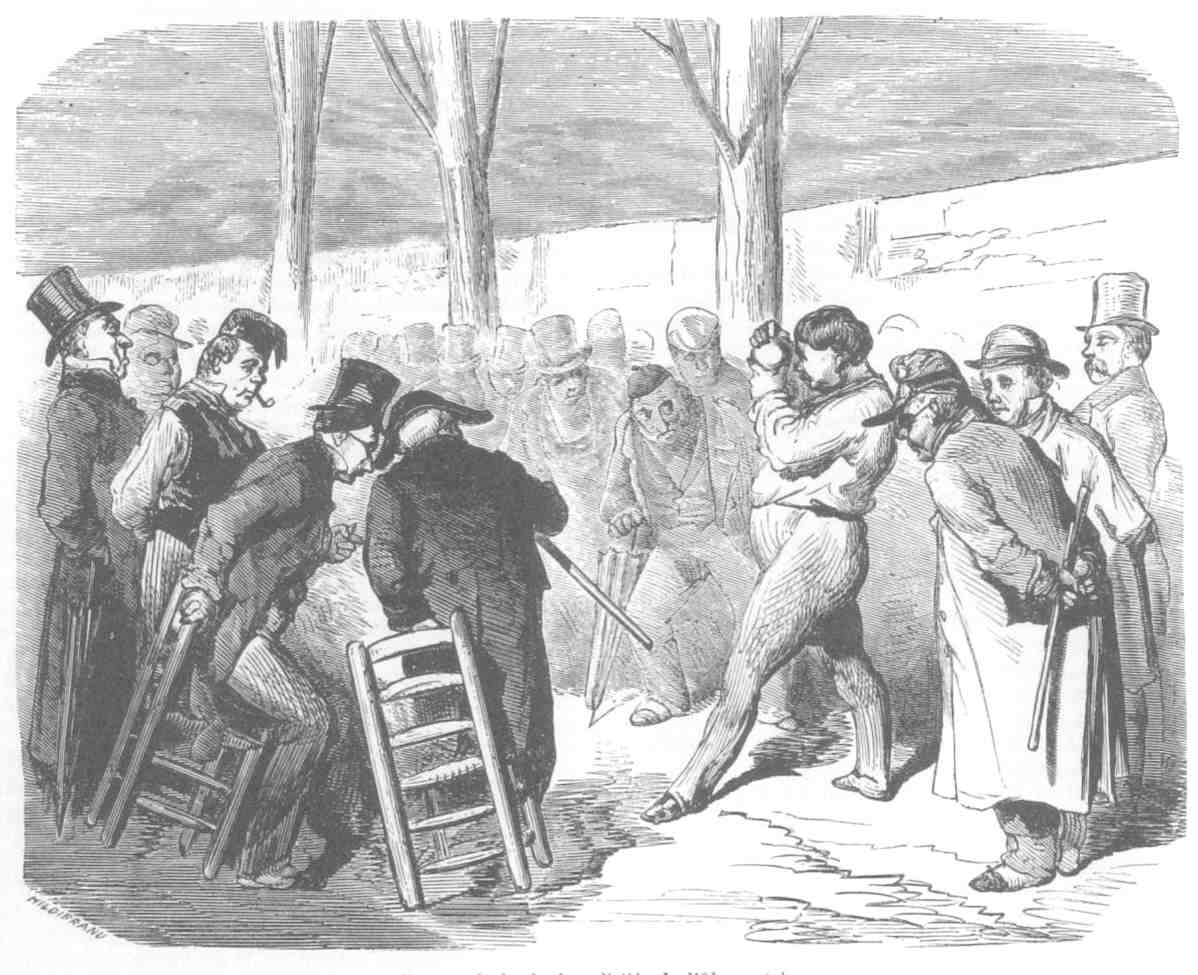
Joueurs de boules sur l'avenue de l'Observatoire à Paris vers 1860, par Gustave Doré.

Les jeux de boules sont anciens. Dès 460 av. J.-C., le médecin grec Hippocrate recommande le jeu de boules en pierre. Au IIe siècle av. J.-C., le philologue Julius Pollux décrit un jeu où des boules sont lancées sur une brique, le perdant devant porter le vainqueur sur ses épaules jusqu'à la ligne de but. Les bocce et la boule lyonnaise ont des racines communes remontant à l'époque de l'Empire romain. les origines du boulingrin peuvent être tracées jusqu'au XIIe siècle à Londres.
L'histoire des jeux de boules est visible en creux dans les interdictions qui le frappent à intervalles réguliers. Le roi de France Philippe V les interdit en 1319, l'archevêque de Tournay au XIVe siècle. À la Renaissance, la noblesse française s'empare du jeu au même titre que le bilboquet et le jeu de paume. Pour des raisons obscures, le parlement français l'interdit au peuple en 1629, jusqu'à la Révolution française.
L'interdiction n'ayant jamais été tout à fait respectée, les jeux de boules sont répandus dans toute la France au début du XIXe siècle et chaque région introduit une variante d'usage. En 1850, la première société officielle, « le Clos Jouve », est fondée dans la région de Lyon. Le jeu provençal conduit en 1907 à la création de la pétanque.
Lors des Jeux olympiques d'été de 1900 à Paris, les boules lyonnaise et parisienne font partie du programme non officiel. Leur reconnaissance comme sport olympique échoue toutefois. 
La Fédération lyonnaise et régionale est créée en 1906, conduisant en 1933 à la Fédération nationale des boules, qui devient la Fédération française de boules en 1942.
La pétanque et la boule lyonnaise figurent au programme des Jeux mondiaux depuis 1985.

### Matériaux
Les boules sont tout d'abord réalisée en argile, en pierre, puis en bois. Jusqu'au XIXe siècle, les boules sont fabriquées en bois dur. Au milieu du siècle, avec la production en masse de clous en fer, les boules cloutées sont introduites afin d'en augmenter la durée de vie. En 1904, Félix Rofritsch entreprend la fabrication des premières boules en bois entièrement recouvertes d'une carapace de métal, formée de clous, dans son atelier de la rue des Fabres, à Marseille, sous le label de « La Boule Bleue ».
Dans les années 1920, la popularité croissante des jeux de boules en France crée une demande qui ne peut pas être satisfaite avec les réserves de buis. Paul Courtieu et Vincent Miles développent une boule entièrement en métal. Évitant les alliages d'acier (trop durs et prompts à rouiller), ils mettent au point un alliage d'aluminium et de bronze et, en 1923, brevettent une boule en métal réalisée par deux hémisphères soudés entre eux. En 1924, ils brevettent une boule fondue d'une seule pièce, « La Boule intégrale ».